# Wii Play
Wii Play (はじめてのWii?, Hajimete no Wī, lett. "My First Wii") è un videogioco sviluppato e prodotto da Nintendo per la console Wii e immesso sul mercato tra la fine del 2006 e la metà del 2008 a seconda delle nazioni. Fa parte della Serie Wii.
Ne è stato creato un seguito: Wii Play: Motion.

## Modalità di gioco
Wii Play contiene 9 minigiochi ideati per migliorare e/o perfezionare l'utilizzo del telecomando Wii e le proprie abilità. Giocando con buoni risultati ai 9 minigiochi, i giocatori possono ricevere delle medaglie, che in ordine di importanza sono: bronzo, argento, oro e platino.

### Minigiochi disponibili
- Poligono di tiro
- TrovaMii
- Tennis Da Tavolo
- PosizionaMii
- Hockey laser
- Biliardo
- Pesca colorata
- Carica!
- All'attacco!

## Sinossi dei minigiochi

### Poligono di tiro
- Singleplayer: Lo scopo del gioco è sparare ai bersagli che appaiono uno dopo l'altro. Il gioco è composto da 5 livelli:

1. Appaiono dei palloncini che valgono 1 punto.
2. Appaiono dei bersagli di 3 tipi: uno bianco che è il tipo normale di bersaglio da 1 punto, uno dorato che vale 10 punti e uno viola con la faccia del Mii del giocatore che sottrae 3 punti e interrompe l'eventuale combo (serie di bersagli colpiti di seguito che, oltre ai punti normalmente totalizzati, dà tanti punti aggiuntivi quanti bersagli sono stati colpiti consecutivamente) in atto.
3. Appaiono dei piattelli, che danno 5 punti se colpiti subito o mentre sono vicini, altrimenti 3 punti.
4. Appaiono delle lattine, che necessitano di 5 colpi consecutivi ognuna per essere distrutte e danno 15 punti (il primo colpo dà 1 punto, il secondo 2 e così via, per un totale di 15; ogni colpo ha un punteggio diverso, seguendo questa regola, in base a quanti colpi sono già stati sparati contro la stessa lattina).
5. Appaiono degli UFO che cercano di portare via 6 sosia del Mii del giocatore, ognuno dei quali vale 3 punti. Vi sono anche gli UFO dorati, che valgono 5 punti e arrivano tutti insieme alla fine (tranne uno che arriva ad un certo punto durante la partita). Per ogni sosia salvato alla fine del gioco si riceveranno 10 punti bonus.

In tutti i livelli, di tanto in tanto, sfrecciano in orizzontale delle anatre che valgono 15 punti (probabilmente un omaggio a Duck Hunt, celebre gioco sparatutto Nintendo degli anni ottanta).
- Multiplayer: vince semplicemente il giocatore che ottiene il punteggio più alto. Nel livello 2 ogni giocatore guadagna 3 punti quando colpisce i bersagli con la faccia del Mii dell'avversario. Nel livello 5 i sei Mii che compaiono sono tre per ogni giocatore ed ogni giocatore riceve 10 punti bonus in base a quanti esemplari del proprio Mii riesce a non far portare via.
- Comandi: puntando il telecomando Wii sul bersaglio, si spara con A o con B.

### TrovaMii
- Singleplayer: Scopo del gioco è trovare il Mii o i Mii che sono in una determinata condizione in un livello specifico; occorre per esempio trovare dei sosia di un determinato Mii, trovare il Mii che cammina più veloce, trovare i Mii che dormono, trovare il proprio Mii, scegliere un Mii per memorizzarlo per alcuni livelli e trovarlo, trovare degli intrusi ecc. In alcuni livelli ci si trova al buio e visi dei Mii vengono illuminati solo nella zona dello schermo su cui si sta puntando il telecomando Wii. Se il giocatore sbaglia perde 5 secondi di tempo e quando completa il livello ottiene 10 secondi in più per i livelli successivi.
- Multiplayer: Lo scopo è di trovare per primi tutti i Mii specificati in 2 minuti. Una volta compiuto il livello si passa al livello successivo. Allo scadere del tempo, chi ha più punti vince.
- Comandi: Puntando il telecomando Wii sul Mii che si vuole scegliere, si preme A per scegliere il Mii e B per rivedere l'obiettivo prima di confermare.

### Tennis da tavolo
- Singleplayer: Scopo del gioco è ribattere la palla, che viene inviata per 100 volte. Una volta compiuto l'obiettivo, si potrà ritentare per ribattere quante volte si può.
- Multiplayer: lo scopo è guadagnare per primo 11 punti.
- Comandi: Si punta il telecomando Wii verso lo schermo, si muove lateralmente e si inclina per prendere la palla e ribatterla (non serve premere pulsanti). Per iniziare a giocare, si preme il tasto A.

### PosizionaMii
- Singleplayer: Lo scopo del gioco è far combaciare la posizione del Mii con una di quelle raffigurate nelle tre cornici possibili, presenti nelle bolle che appaiono una dopo l'altra. Se una bolla raggiunge il fondo dello schermo o se il Mii sbatte contro una bolla perché il giocatore l'ha messo in una posizione che non combacia, si perderà una vita (rappresentata da un cuore). Terminate tutte le 3 vite, il gioco finisce.
- Multiplayer: vince il giocatore con il punteggio più alto alla fine delle 3 vite condivise.
- Comandi: Puntando il telecomando Wii, si ruota per definire l'inclinazione e si preme A o B per cambiare posizione tra le 3 possibili.

### Hockey laser
- Singleplayer: Scopo del gioco è utilizzare la racchetta per mandare il puck nella porta avversaria. La partita dura 2 minuti.
- Multiplayer: Vince chi raggiunge 8 punti.
- Comandi: Puntando il telecomando Wii verso lo schermo si controlla la racchetta, ruotandolo la si ruota. Ovviamente dando una determinata angolazione al Wiimote mentre si colpisce il puck, quest'ultimo verrà scagliato con quell'angolazione. Se si premono contemporaneamente A e B durante il conto alla rovescia iniziale, la racchetta cambia forma da allungata a tonda.

### Biliardo
- Singleplayer: Scopo del gioco è colpire e mandare in buca le palle, tirando il pallino contro quella che, di volta in volta, è la palla con il numero più basso presente.
- Multiplayer: Inizia il giocatore il cui ritratto (del suo Mii) è sul pallino, e le regole sono le stesse. Di base si effettua un tiro a testa e chi imbuca una palla ottiene il diritto di eseguire il tiro successivo. Si ottengono punti sia in base al numero sulle palle mandate in buca (1 un punto, 2 due punti ecc.) sia in base al numero di tiri effettuati (meno tiri occorrono per completare la partita, più punti si totalizzano). Vince chi ottiene più punti.
- Comandi: 
  - Per specificare la direzione del pallino, si punta il Wiimote fuori dal pallino. Ci sono due modi per modificare la direzione:
    - si muove il Wiimote tenendo premuto B;
    - si usa la pulsantiera di comando.

  - per fissare la posizione del colpo sul pallino, si punta verso di esso e si tiene premuto B.
  - sempre tenendo premuto B, prima si tira indietro il Wiimote, poi lo si spinge in maniera secca e rapida in avanti per colpire e lanciare. Colpendo al di sopra del centro si ottiene un topspin, mentre colpendo da sotto si ottiene un backspin.
    - Premendo il pulsante A si cambia la vista e si guarda il tavolo dall'alto.
- Errori: a fine partita vengono sottratti 3 punti per ogni errore commesso. Nel singleplayer si sceglie dove posizionare il pallino dopo un errore, posizionando il Wiimote dove desiderato e premendo B, mentre nel multiplayer lo fa l'avversario. Si commette un errore quando:
  - il pallino entra in buca;
  - il pallino non colpisce per prima la palla con il numero minore;
  - il pallino non colpisce nessuna palla;
  - si manda una palla fuori dal tavolo di gioco.

### Pesca colorata
- Singleplayer: Scopo del gioco è pescare i pesci da uno stagno per guadagnare punti. In alto è rappresentato il pesce bonus: se in quel momento si pesca un pesce del tipo raffigurato in quello spazio (il tipo cambia continuamente), il punteggio ottenuto con il pesce viene raddoppiato. I pesci sono di diversi tipi: pesce normale (verde, 40/60 punti), pesce grosso (giallo-blu, 90/120 punti), pesce rosso (140-170 punti, che scappa quando si accorge di avere l'amo dietro), pesce misterioso (multicolore e lungo con un naso lungo e dritto, 220/250 punti, appare casualmente), Re dello stagno (viola e lungo, il più difficile da far abboccare, 320/350 punti, uno ogni partita) e pesce piccolo (grigio, toglie 50 punti, è il più comune ed il più facile da prendere ma è meglio non prenderlo).
- Multiplayer: Vince ovviamente chi ha più punti.
- Comandi: puntando il telecomando Wii parallelamente alla linea di terra, si afferra e si muove la canna da pesca. Quando un pesce abbocca bisogna estrarlo dall'acqua inclinando velocemente il telecomando Wii (che in quel momento vibra) verso l'alto con un movimento secco.

### Carica!
- Singleplayer: scopo del gioco è guidare una mucca (che i Mii dei giocatori cavalcano) abbattendo degli spaventapasseri, finendo il percorso entro 2 minuti. Ogni spaventapasseri vale 1 punto, se si abbatte un'intera fila di spaventapasseri di seguito si ottengono 5 punti bonus, mentre gli spaventapasseri speciali (quelli con la corona e quelli che si muovono) valgono 15 punti.
- Multiplayer: Vince chi ha più punti una volta scaduto il tempo.
- Comandi: tenendo il telecomando Wii in orizzontale, lo si inclina lateralmente per far spostare lateralmente la mucca. Inclinandolo in avanti si accelera, inclinandolo all'indietro si rallenta, muovendolo verso l'alto con un gesto repentino si salta.

### All'attacco!
- Singleplayer: scopo del gioco è abbattere i carrarmati nemici sparando ad essi e sopravvivendo il più possibile, cercando di non farsi colpire a propria volta. La partita finisce quando tutti i tank di cui il giocatore dispone sono stati distrutti. Ogni 5 livelli superati si guadagna un tank bonus. I carrarmati nemici sono di diverso tipo e colore e hanno diversi tipi di spari, più o meno difficili da schivare.
- Multiplayer: se in un livello entrambi i giocatori, sparandosi a vicenda, vengono eliminati, la partita finisce. Vince chi abbatte più tank controllati dalla CPU.
- Comandi: si usa la pulsantiera di comando o il Nunchuk per muovere il proprio tank, il tasto A per piazzare le mine (che esplodono dopo poco tempo, quando vengono colpite da uno sparo di un tank o quando un tank ci passa sopra e possono essere usate per abbattere i muri rosa, poco resistenti) e il tasto B per sparare. Il giocatore può sparare fino a 5 proiettili di fila e piazzare fino a 2 mine alla volta.

## Critiche, successi e vendite
- Gamerankings: 61,64 %
- Metacritic: 58 %
- 1UP.com: C+
- GamePro: 2/5
- GameSpot: 5,4/10
- IGN America: 5,5/10
- IGN Australia : 8,3/10
- Official Nintendo Magazine: 91 %
- Game Informer : 7/10

Wii Play, con oltre 52,69 milioni di copie vendute a febbraio 2011, è divenuto il videogioco non in bundle più venduto di sempre e il secondo più venduto della storia (dopo Wii Sports fermo ora a 82,05 milioni di copie, in bundle con la console Wii) Ora, Wii Play ha venduto circa 60 milioni di copie.